# 10e étape du Tour d'Espagne 2008

La dixième étape du Tour d'Espagne 2008 s'est déroulée le mardi 9 septembre 2008 entre Sabiñánigo et Saragosse.

## Parcours
Cette dixième étape disputée dans la communauté autonome d'Aragon permet à la Vuelta de retrouver la plaine après les deux étapes pyrénéennes, sur un parcours de 151,3 km entre Sabiñánigo et Saragosse. Le peloton doit gravir une seule difficulté, en début de course. Il s'agit du Puerto de Monrepos (2e catégorie), culminant à 1 280 m au 34e kilomètre. La suite de l'étape descend vers Saragosse.

## Récit
Les attaques se succèdent sans succès en début d'étape. Juan Manuel Gárate en profit pour passer en tête au sommet du Puerto de Monrepos devant Eskov et Moncoutié. La descente permet au slovène Matej Jurčo de prendre le large. L'écart avec le peloton augmente alors rapidement jusqu'à atteindre 7 min 20 s à 66 km de l'arrivée.
La poursuite est alors entamée par l'équipe Silence-Lotto de Greg Van Avermaet. À 20 km du but, l'écart n'est plus que de 17 secondes. Matej Jurčo est alors rejoint par José Antonio Lopez Gil de l'équipe Andalucia-Cajasur. Ils parcourront encore une dizaine de kilomètres avant de se voir rejoindre par Mickaël Delage et Yannick Talabardon mais le peloton reviendra sur eux à 8 km de la ligne.
Une arrivée au sprint est alors inévitable, malgré l'attaque de Filippo Pozzato sous la flamme rouge. Tom Boonen est mal placé au moment du sprint final et c'est Sébastien Hinault qui remporte l'étape devant son compatriote Lloyd Mondory.

## Classement de l'étape
| \| 1. \| Sébastien Hinault \| Crédit agricole \| en \| 3 h 22 min 21 s \| \| 2. \| Lloyd Mondory \| AG2R La Mondiale \| + \| m.t. \| \| 3. \| Greg Van Avermaet \| Silence-Lotto \| \| m.t. \| \| 4. \| Óscar Freire \| Rabobank \| \| m.t. \| \| 5. \| Tom Boonen \| Quick Step \| \| m.t. \| \| 6. \| Koldo Fernández \| Euskaltel-Euskadi \| \| m.t. \| \| 7. \| Alexandre Usov \| AG2R La Mondiale \| \| m.t. \| \| 8. \| Xavier Florencio \| Bouygues Telecom \| \| m.t. \| \| 9. \| Juan José Haedo \| Team CSC \| \| m.t. \| \| 10. \| Nikita Eskov \| Tinkoff Credit Systems \| \| m.t. \| |                   |                        |    |                 |
| 1. | Sébastien Hinault | Crédit agricole        | en | 3 h 22 min 21 s |
| 2. | Lloyd Mondory     | AG2R La Mondiale       | +  | m.t.            |
| 3. | Greg Van Avermaet | Silence-Lotto          |    | m.t.            |
| 4. | Óscar Freire      | Rabobank               |    | m.t.            |
| 5. | Tom Boonen        | Quick Step             |    | m.t.            |
| 6. | Koldo Fernández   | Euskaltel-Euskadi      |    | m.t.            |
| 7. | Alexandre Usov    | AG2R La Mondiale       |    | m.t.            |
| 8. | Xavier Florencio  | Bouygues Telecom       |    | m.t.            |
| 9. | Juan José Haedo   | Team CSC               |    | m.t.            |
| 10. | Nikita Eskov      | Tinkoff Credit Systems |    | m.t.            |

## Classement général
| \| 1. \| \| \| \| \| 2. \| \| \| \| \| 3. \| \| \| \| \| 4. \| \| \| \| \| 5. \| \| \| \| \| 6. \| \| \| . \| \| 7. \| \| \| \| \| 8. \| \| \| \| \| 9. \| \| \| \| \| 10. \| \| \| \| |  |  |   |
| 1. |  |  |   |
| 2. |  |  |   |
| 3. |  |  |   |
| 4. |  |  |   |
| 5. |  |  |   |
| 6. |  |  | . |
| 7. |  |  |   |
| 8. |  |  |   |
| 9. |  |  |   |
| 10. |  |  |   |